# 그레그 설킨
그레그 설킨(Gregg Sulkin, 1992년 5월 29일 ~ )은 잉글랜드의 배우이다.

## 출연 작품
- 데스 콜 - 샘 풀러 역
- 스테이터스 업데이트